# Liste der Biografien/Tii
Liste der Biografien |
Portal Biografien |
Personensuche
# |
A |
B |
C |
D |
E |
F |
G |
H |
I |
J |
K |
L |
M |
N |
O |
P |
Q |
R |
S |
T |
U |
V |
W |
X |
Y |
Z |
?
 
Ta |
Tc |
Te |
Tf |
Tg |
Th |
Ti |
Tj |
Tk |
Tl |
Tm |
To |
Tq |
Tr |
Ts |
Tu |
Tv |
Tw |
Tx |
Ty |
Tz
 
Tia |
Tib |
Tic |
Tid |
Tie |
Tif |
Tig |
Tih |
Tii |
Tij |
Tik |
Til |
Tim |
Tin |
Tio |
Tip |
Tiq |
Tir |
Tis |
Tit |
Tiu |
Tiv |
Tiw |
Tix |
Tiy |
Tiz
Die Liste der Biografien führt alle Personen auf, die in der deutschsprachigen Wikipedia einen Artikel haben. Dieses ist eine Teilliste mit 18 Einträgen von Personen, deren Namen mit den Buchstaben „Tii“ beginnt.

## Tii

### Tiid
- Tiidemann, Imre (* 1970), estnischer Moderner Fünfkämpfer
- Tiido, Harri (* 1953), estnischer Journalist und Diplomat
- Tiidus, Urve (* 1954), estnische Politikerin

### Tiih
- Tiihonen, Väinö (1912–1957), finnischer Skispringer
- Tiihonen, Ville (* 1974), finnischer Schauspieler

### Tiik
- Tiik, Simmu (* 1959), estnischer Diplomat
- Tiikkainen, Kerttu (* 1966), finnische Skilangläuferin

### Tiil
- Tiilikainen, Kimmo (* 1966), finnischer Landwirt und Politiker
- Tiilikainen, Paavo (1923–2007), finnischer Politiker, Mitglied des Reichstags und Minister
- Tiilikainen, Riikka (* 1990), finnische Volleyballspielerin
- Tiilikainen, Tommi (* 1987), finnischer Volleyball-Trainer

### Tiir
- Tiiri, Väinö (1886–1966), finnischer Turner
- Tiirmaa, Karl-August (* 1989), estnischer Nordischer Kombinierer
- Tiirmaa-Klaar, Heli (* 1971), estnische Cyberdiplomatin

### Tiis
- Tiisaar, Mart (* 1991), estnischer Volleyball- und Beachvolleyballspieler

### Tiit
- Tiit, Ene-Margit (* 1934), estnische Mathematikerin und Hochschullehrerin
- Tiitu, Kustaa (1896–1990), finnischer Politiker (Suomen Keskusta), Mitglied des Reichstags
- Tiitu, Tero (* 1982), finnischer Unihockeyspieler